# Jacques Chéreau
Pour les articles homonymes, voir Chéreau.
Jacques Chereau, dit Chereau le jeune, né le 29 octobre 1688 à Blois et mort le 1er décembre 1776 à Paris, est un dessinateur, graveur à l’eau forte et au burin, éditeur et marchand d’estampes français.

## Biographie
Fils du menuisier Simon Chereau et d'Anne Hardouin originaires de Blois, Jacques Chereau travailla d’abord chez son frère François Ier Chereau, puis se perfectionna chez les Audran, dont un, Girard, avait formé son frère. Établi dans le quartier des graveurs de la rue Saint-Jacques, ses gravures étaient diversement estampillées « au Grand St. Remy », « au Coq », ou « Au-dessus de la Fontaine Saint-Séverin ». Il épouse le 9 février 1722 en premières noces, Anne Yvart, l'une des filles du peintre Joseph Yvart, qui vivait aux Gobelins. Devenu veuf, il épouse le 11 janvier 1724 Marguerite-Geneviève Chiquet, la fille du graveur et marchand Jacques Chiquet, dont il hérite des plaques et du matériel en 1741. Le couple eut neuf enfants, dont quatre survécurent, deux fils graveurs, Jacques Simon I Chéreau (1732-1786) et Jacques-François I Chéreau, et deux filles, Geneviève-Marguerite Chereau (1725-1782), graveuse et qui épouse son cousin François II Chéreau (1717–1755) dont un fils le graveur Jacques-François Chéreau, et Anne-Louise Chéreau (1740–1775) mariée au pastelliste Jacques-Gabriel Huquier.
Dans sa jeunesse, Jacques Chereau vécut un temps à Londres, avant 1740[réf. nécessaire], d'où il rapporta les techniques de vue d'optique dont sa boutique se fit une spécialité.

## Galerie

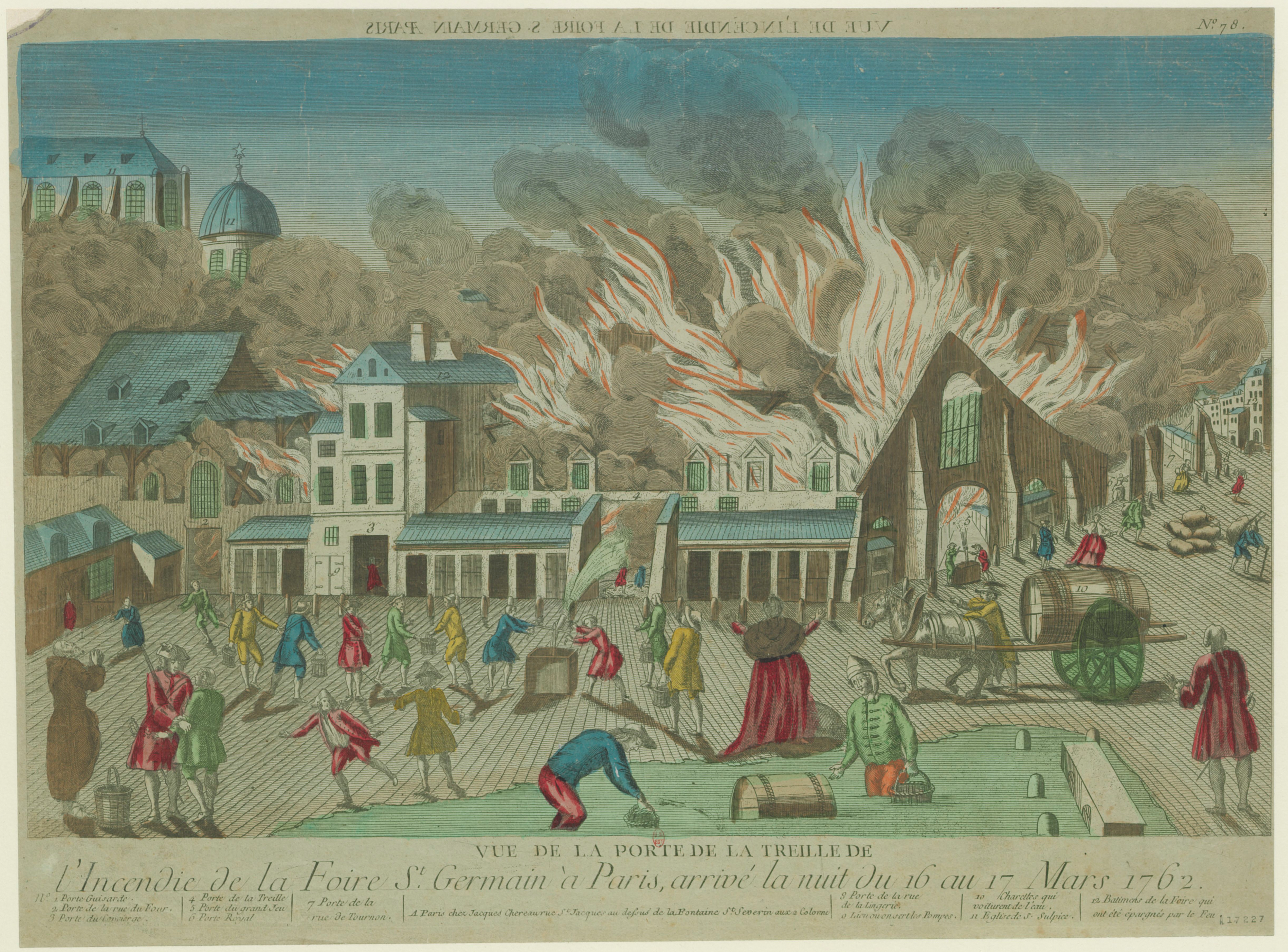
L’Incendie de la Foire Saint-Germain en 1762, vue d'optique publiée chez Chereau le jeune.
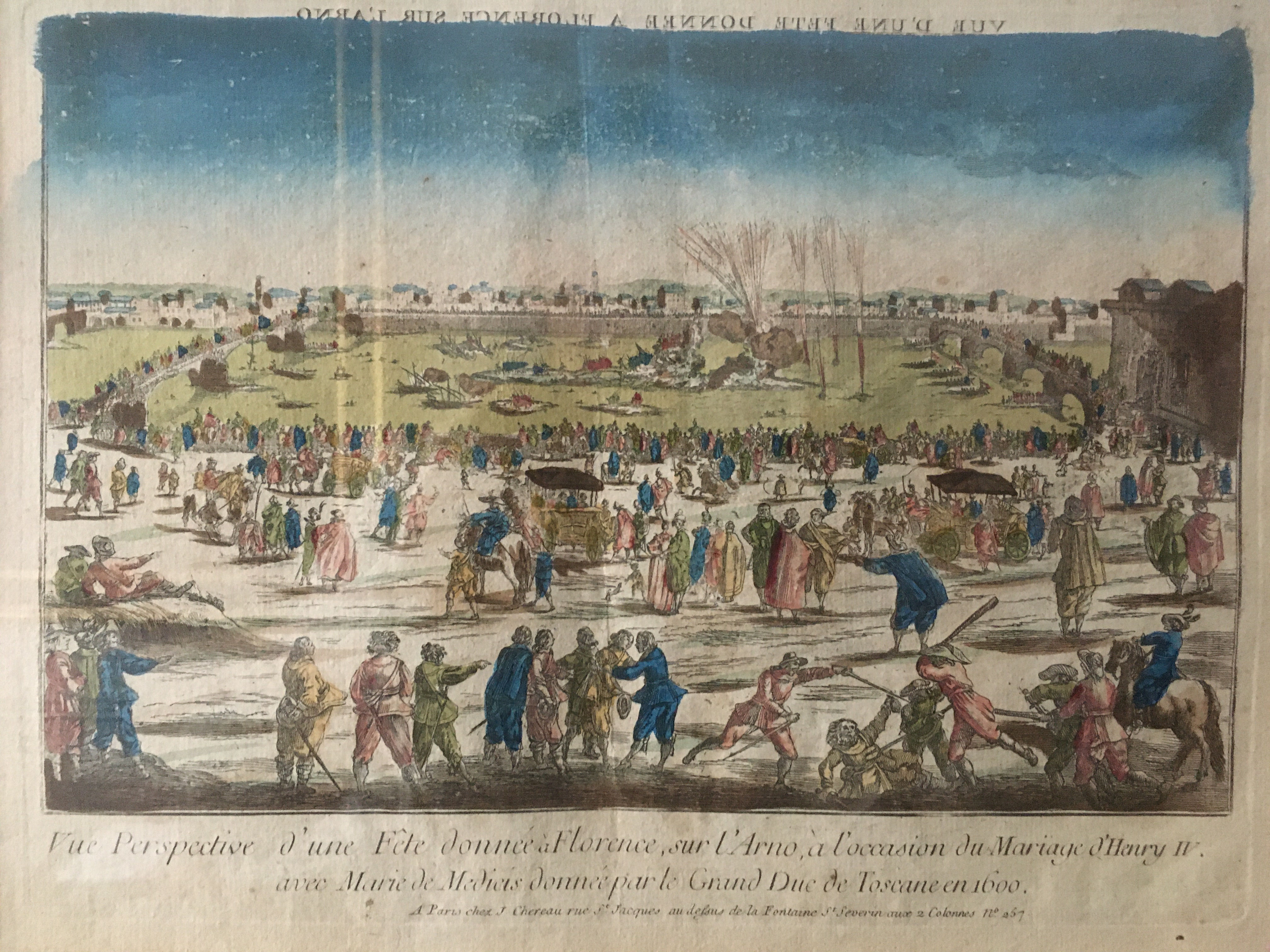
Vue d'optique d'une Fête donnée à Florence, sur l'Arno, à l'occasion de Mariage d'Henri IV, avec Marie de Medicis donnée par le Grand Duc de Toscane en 1600.